# 城市之街
是一部1931年美國前法典荷里活黑色電影，由魯賓·馬莫利安執導，主演是加利·谷巴、希薇亞·西德尼和保羅·盧卡斯。
改編自達許·漢密特的故事，這部前法典犯罪電影是關於一個詐騙販的女兒愛上了一個攝影美術館的演出者。儘管她的敦促，這名被稱為The Kid的表演者郤沒有抱負加入非法勾當以賺取足夠的錢來支持她慣常的生活方式。她的父親在一場謀殺罪中連累她，而她被送到監獄，其後她的父親說服The Kid加入幫派去救出他的女兒。

## 演員
- 加利·谷巴 飾 The Kid
- 希薇亞·西德尼（英语：Sylvia Sidney） 飾 Nan Cooley
- 保羅·盧卡斯 飾 Big Fellow Maskal
- William "Stage" Boyd（英语：William "Stage" Boyd） 飾 McCoy
- Wynne Gibson（英语：Wynne Gibson） 飾 Aggie
- Guy Kibbee（英语：Guy Kibbee） 飾 Pop Cooley
- 史丹利·菲爾茲（英语：Stanley Fields (actor)） 飾 Blackie
- Betty Sinclair 飾 Pansy
- Robert Homans（英语：Robert Homans） 飾 Police Inspector

## 反響
在2008年，美國電影學會提名這部電影為十大黑幫犯罪片。

## 外部連結
- 美国电影学会目录上的《City Streets》（英文）
- 互联网电影数据库（IMDb）上《城市之街》的资料（英文）
- AllMovie上《城市之街》的资料（英文）
- TCM电影资料库上《城市之街》的资料（英文）